# Boîte noire (film)
Ne doit pas être confondu avec le film La Boîte noire (2005)
Pour les articles homonymes, voir Boîte noire.
Pour plus de détails, voir Fiche technique et Distribution.
Boîte noire est un film français réalisé par Yann Gozlan, sorti en 2021.

## Synopsis
Mathieu Vasseur est un agent du Bureau d'enquêtes et d'analyses pour la sécurité de l'aviation civile (BEA). Ingénieur en aéronautique diplômé de l'ENAC, il est marié à Noémie, qui travaille elle aussi dans l'aéronautique où elle poursuit une brillante carrière. Le BEA est chargé d'enquêter sur un accident aérien exceptionnel et sans précédent : l'écrasement d'un vol Dubaï-Paris à Bellevaux, en Haute-Savoie. 300 personnes et 16 membres d'équipage étaient à bord de l'avion, un Atrian-800, nouveau long courrier de la compagnie European Airlines ; aucun n'a survécu à l'accident et les raisons de la catastrophe sont inconnues. Le BEA analyse alors minutieusement les boîtes noires de l'appareil dans ses locaux de l'aéroport du Bourget. D'abord mis sur la touche par son supérieur hiérarchique Victor Pollock, Mathieu récupère la mission après la disparition mystérieuse de ce dernier, au tout début de l'enquête.
Dans un premier temps, l'écoute du Cockpit Voice Recorder (CVR) — qui enregistre les communications radio, les voix et le bruit d’ambiance dans le cockpit — l'amène à conclure à l'irruption d'un terroriste islamique ayant entraîné la chute de l'appareil. Cette analyse ne le satisfait pas, certains détails l'amènent à chercher une autre cause d'accident. Il envisage d'abord l'hypothèse d'une défaillance technique de l'appareil. Pour accréditer cette hypothèse, il dérobe un rapport technique confidentiel dans l'ordinateur de son épouse, brisant la carrière de cette dernière et provoquant la rupture de leur couple. Sa forte implication dans cette enquête met également sa santé mentale en danger. Son supérieur hiérarchique et ses collègues ne le soutiennent pas non plus dans ses démarches ; sa situation professionnelle se détériore et provoque sa mutation disciplinaire.
Une hypothèse nouvelle vient à son esprit, suscitée par des interférences étranges présentes sur l'enregistrement : celle d'un hacking des réseaux informatiques de l'avion. Il soupçonne Xavier Renaud, dirigeant de la société Pegase Security qui conçoit ces systèmes informatiques, d'avoir comploté avec Victor Pollock pour masquer la vérité et pour préserver sa société. Il contacte Caroline Delmas, une journaliste de Mediapart qui enquête sur l'accident. Elle refuse de faire un article, estimant qu'il n'a pas assez d'éléments probants et qu'il a déjà fait des analyses fausses d'enregistrements. Elle lui parle de David Keller, un chercheur en sécurité informatique qui a déjà essayé de prendre le contrôle d'avions. Mathieu croit le reconnaître dans des vidéos postées par des passagers pendant le vol sur des réseaux sociaux. L'accident pourrait provenir d'une tentative de hacking ayant mal tourné.
Avant de quitter son poste au BEA, il se rend compte que les enregistrements audio d'un accident d'hélicoptère sur lequel il travaillait juste avant l'écrasement ont été modifiés par Victor Pollock, après l'heure de la disparition de celui-ci. En les réécoutant attentivement, il distingue une série de chiffres, qui lui révèle des coordonnées GPS. Ces indications l'amènent à un étang, au fond duquel il trouve le véritable enregistrement de la boîte noire de l'avion. Son hypothèse de hacking ayant mal tourné est ainsi confirmée. L'enregistrement de vol est suivi par une vidéo de Victor Pollock, qui explique qu'il travaille secrètement depuis plusieurs années pour Xavier Renaud, qui l'a forcé à falsifier les boîtes noires. Mathieu a tout juste le temps d'envoyer l'enregistrement à Noémie par transfert en ligne avant d'être repéré. Poursuivi par deux hommes, il prend la fuite et meurt dans un accident de voiture provoqué par un piratage du système électronique de son véhicule. 
Au Salon aéronautique du Bourget, Xavier Renaud entame une présentation publique au nom de sa société. Noémie en profite pour diffuser publiquement l'enregistrement de la confession de Victor Pollock et l'information de la falsification des boîtes noires. Xavier Renaud est arrêté sur le champ.

## Fiche technique
Sauf indication contraire, les informations mentionnées dans cette section peuvent être confirmées par les bases de données cinématographiques IMDb et Unifrance,  présentes dans la section « Liens externes ».
- Titre original : Boîte noire
- Titre anglophone : Black Box
- Réalisation : Yann Gozlan
- Scénario : Nicolas Bouvet, Yann Gozlan, Jérémie Guez et Simon Moutaïrou
- Musique : Philippe Rombi
- Direction artistique : Patrick Schmitt
- Décors : Michel Barthélémy
- Costumes : Olivier Ligen
- Photographie : Pierre Cottereau
- Montage : Valentin Féron
- Son : Nicolas Bouvet-Levrard, Marc Doisne et Nicolas Provost
- Production : Wassim Béji, Thibault Gast et Matthias Weber
  - Production associée : Philippe Logie
- Sociétés de production : 2425 Films et Wy Productions ; France 2 Cinéma (coproduction) ; SOFICA Cinémage 14, Cofinova 16, Indéfilms 8, SG Image 2018 (en association avec)
- Société de distribution : Studiocanal
- Budget : 10,62 millions d'euros
- Pays de production :  France
- Langue originale : français
- Format : couleur — 2,39:1
- Genre : thriller
- Durée : 129 minutes
- Dates de sortie[1] :
  - Australie : 5 mars 2021 (festival du film français Alliance française)[2]
  - France, Belgique et Suisse romande : 8 septembre 2021
  - Québec : 12 novembre 2021
- Classification : Tous publics (France)[3]

## Distribution
- Pierre Niney : Mathieu Vasseur
- Lou de Laâge : Noémie Vasseur
- André Dussollier : Philippe Rénier
- Sébastien Pouderoux : Xavier Renaud
- Olivier Rabourdin : Victor Pollock
- Guillaume Marquet : Antoine Balsan
- Mehdi Djaadi : Samir Jellab
- Anne Azoulay : Caroline Delmas
- Aurélien Recoing : Claude Varins
- Marie Dompnier : Pauline, la sœur de Mathieu
- André Marcon : Philippe Dorval
- Philippe Maymat : le commandant de bord de l'Atrian
- Quentin d'Hainaut : l'agent de sécurité
- Lorène Devienne : Jeanne, l'hôtesse du cockpit
- Grégori Derangère : Alain Roussin
- Mark Baris : David Keller, le hackeur
- Stéphane Boucher : l'homme au chien
- Axelle Laffont : la mère de Lucas, victime du crash (voix au téléphone)
- Adeline Moreau : une collaboratrice de l'ASSA
- Antony Hickling : un collaborateur de l'ASSA
- Julian Bugier : un présentateur de journal télévisé
- Julien Benedetto : un présentateur de journal télévisé
- Clémence de La Baume[4] : une présentatrice de journal télévisé
- Jean-Christophe Batteria[4] : le consultant en aéronautique du journal télévisé

## Production

### Genèse et développement
Le réalisateur et coscénariste Yann Gozlan est un passionné d'aviation civile et voulait depuis longtemps en faire un film : « Cet univers, à mes yeux formidablement cinégénique, aux enjeux financiers colossaux, où se côtoient des intérêts divergents (avionneurs, compagnies aériennes, pilotes…), me semblait être un cadre original et passionnant pour un film ».
Pour préparer au mieux son rôle, Pierre Niney a côtoyé plusieurs semaines des agents du BEA : « Là-bas, j’ai fini par trouver un enquêteur au profil similaire à celui de Mathieu. À partir de là, comme souvent, j’ai fait une sorte de travail journalistique : je l’ai suivi, je lui ai parlé et lui ai demandé l’autorisation de le filmer pour pouvoir m’inspirer de ses gestes, sa façon de travailler, sa rapidité d’exécutions clavier. Le métier d’acousticien est très technique, c’était important de pouvoir reproduire les choses assez précisément ».

### Tournage
Le tournage débute en septembre 2019. Il a lieu notamment dans les studios d'Épinay en Seine-Saint-Denis ou encore à Cergy, dans le Val-d'Oise.

## Accueil

### Festival
En France, il est présenté le 19 juin 2021 au Festival Cinéroman de Nice.

### Accueil critique
Le film recueille une note moyenne de 3.8⁄5 sur la base de 33 critiques presse sur le site Allociné.
Le Monde publie une critique positive du film, et écrit que « si la nature du complot qu’affronte le héros est peut-être un peu trop évidente, le film se distingue néanmoins par les qualités d’un récit qui tient habilement le spectateur en haleine ». 20 Minutes note le film avec cinq étoiles sur cinq, considérant que « ce suspense à couper le souffle […] offre un rôle en or au comédien [Pierre Niney] ». Ouest-France donne au film la même note et soutient que « la quête obsessionnelle du héros se déploie dans une mise en scène sophistiquée qui fait de Boîte noire un polar paranoïaque redoutablement efficace ».
Les Cahiers du cinéma se montrent les plus critiques en attribuant au film deux étoiles sur cinq. Selon les Cahiers, « ce film-simulacre s'étouffe dans ses démarquages permanents mais il a le mérite de projeter à l'écran l'image qu'une certaine France se fait d'elle-même, alliant économie libérale et techniques de surveillance. La froideur du film devient alors la traduction glaçante mais juste d'une sinistre évolution sociale ».

### Box-office
| Pays ou région | Box-office        | Date d'arrêt du box-office | Nombre de semaines |
| -------------- | ----------------- | -------------------------- | ------------------ |
| France         | 1 183 191 entrées | 21 décembre 2021           | 15                 |
| Total mondial  | 9 133 034 $       | -                          | -                  |

## Distinctions

### Récompenses
- Reims Polar 2021 : prix du public[14]
- Festival du film francophone d'Angoulême 2021 : prix du public[15]

### Nominations
- César 2022 :
  - Meilleur acteur pour Pierre Niney
  - Meilleur scénario original
  - Meilleur montage
  - Meilleur son
  - Meilleure musique originale

### Sélection
- Reims Polar 2021 : le film est présenté en compétition officielle dans cette édition inédite et en ligne du festival (anciennement Festival du film policier de Cognac et Festival international du film policier de Beaune)[16]

## Analyse